# 侯行果
侯行果（？—？），名果，字行果，以字行，上谷人。唐玄宗时十八学士。

## 生平
生平不詳，僅知歷國子司業，待皇太子讀。與馮朝隱、會真齊名。逝世后，追赠慶王傅。著作已失，主要散見於李鼎祚《周易集解》。黄奭的《黄氏逸书考》中收有《侯果易注》一册。